# Champion Township (Michigan)
Champion Township ist eine Gemeinde im Marquette County im Bundesstaat Michigan. Das U.S. Census Bureau hat bei der Volkszählung 2020 eine Einwohnerzahl von 250 ermittelt.

## Geographie
Champion Township hat eine Gesamtfläche von 323,7 km², davon sind 313,2 km² Landfläche und 10,5 km² (3,23 %) Wasserfläche. Die Gemeinde liegt in einem kleinen Tal in der Nähe des östlichen Endes des Lake Michigamme im nördlich-zentralen Teil der Upper Peninsula of Michigan. Etwa 30 Meilen westlich von Marquette am U.S. Highway 41 und der Michigan State Route 28 gelegen, war das kleine, ruhige Dorf in den späten 1800er und Anfang der 1900er Jahre eine geschäftige Eisenbergwerkssiedlung von 2500 Einwohnern.

## Demographie
In der Gemeinde gab es im Jahr 2010 297 Einwohner, 126 Haushalte und 91 Familien. Die Bevölkerungsdichte betrug 0,9 Einwohner/km². Die ethnische Zusammensetzung der Gemeinde besteht zu 99,33 % aus Weißen und 0,67 % Afroamerikanern. 29,4 % waren finnischer, 18,6 % französischer, 11,7 % deutscher, 11,3 % kanadischer, 7,8 % polnischer und 5,2 % englischer Abstammung.
23,8 % der Bevölkerung bestand aus Familien mit Kindern unter 18 Jahren, 55,6 % verheirateten Paaren, 19,8 % aller Haushalte waren Singlehaushalte.
Die Altersstruktur der Bevölkerung bestand zu 20,9 % aus unter 18-Jährigen, zu 7,4 % aus 18- bis 24-Jährigen, zu 22,9 % aus zwischen 25- und 44-Jährigen, zu 34,0 % aus zwischen 45- und 64-Jährigen und 14,8 % waren 65 Jahre oder älter. Das Durchschnittsalter betrug 44 Jahre. Auf 100 Frauen kamen 112,1 Männer, auf 100 Frauen im Alter von 18 Jahren kamen 104,3 Männer.
Das mittlere Einkommen für einen Haushalt in der Gemeinde lag bei 33.571 Dollar, und das mittlere Einkommen für eine Familie lag bei 33.214 Dollar. Männer hatten ein mittleres Einkommen von 30.000 Dollar, $ Frauen von 14.375 Dollar. Das Pro-Kopf-Einkommen der Gemeinde betrug 17.396 Dollar. Über 11,0 % der Familien und 12,3 % der Gesamtbevölkerung lebten unterhalb der Armutsgrenze, davon waren 22,5 % der Befragten im Alter von 18 Jahren und keiner 65 Jahre oder älter.

## Töchter und Söhne der Stadt
- Charles Van Riper (1905–1994), amerikanischer Sprachtherapeut und Begründer der amerikanischen Logopädie
- Joseph Keith Symons (* 1932), katholischer Bischof